# Војин Никитовић
Војин Никитовић, био је српски машиновођа, познат по томе што је током Другог свјетског рата (1941. године) украо воз у Вишеграду са великим бројем избјеглица, те вагоном муниције, којим је успио да побјегне из окупираног града и усташког окружења, чиме је спасио преко 500 цивила, углавном српске националности.

## Крађа воза
Рат је Војина Никитовића родом из Ужица, затекао на служби у Вишеграду, возио је на прузи за Ужице. Усташе су неко вријеме остављале на миру стручно особље, јер су им били потребни. Али такво стање није дуго трајало, јер је Никитовић начуо да се спрема и његова ликвидација. Одлучио је да бјежи у Србију, и договорио пребацивање преко неких кријумчарских веза.
Предвече, 10. августа, Војин је одлучио да свој план о бјекству из Вишеграда спроведе у дјело. Обавијестио је познанике међу избјеглицама који су се налазили на вишеградској станици о своме плану као и то да се у току ноћи смјесте у низ закачених кола на седмом колосјеку. Упутио их је да то учине непосредно прије смјене страже. Према унапријед договореном плану једном од познаника дао је клин за скопчавање локомотиве за кола. Нешто прије поноћи ушао је у ложионицу. Чувар на станици је одлучио да ће Војину пружити помоћ и у времену проласка локомотиве склонити се са станице. Тих неколико минута Војину је било довољно да узме локомотиву број 85009, одраније спремну за пут. Заједно са Војином у локомотиви је био и ложач Рагиб Токо. Лагано је покренуо машину, одвезао је до седмог колосјека и прикопчао с низом кола. Обишао је вагоне у којима је већ било смјештено више од пет стотина људи, са основним стварима. Композиција је пуном паром напустила Вишеград, у правцу Вардишта, односно Србије.
Воз је безбједно доспио до станице Шарган Витаси. Ту је Војин морао да заустави композицију, плашио се да му котао не експлодира од великог притиска. Особље станице га је сачекало, скренули су му пажњу на то да је цијела пруга узбуњена, све станице редом. Јављено им је и да је за њим кренула потера, а команда Вишеграда поновила је наређење да се одмах врати натраг. Испред Ужица, су Нијемци већ поставили засједе ишчекујући долазак воза.
Композиција се зауставила пред тунелом број 17, близу станице Стапари, на свега неколико километара од Ужица, гдје су се у том тренутку налазили Нијемци. Машиновођа је обишао заустављену композицију, и обавијестио људе у вагонима да су прешли у Србију и да су сигурни. Избјеглице који су стигли у Војиновом возу су се упутиле у околна ужичка села. Оружје које су довезли са собом Војин и Рагиб су сакрили у тунел и околне пећине, након чега је Војин обавијестио Божу Радаковића и Михајла Миливојевића Мињца, ужичке жељезничаре и машиновође. У Жељезничкој чети нешто касније основане Ужичке републике, Мињац је био командир, а Божа политички комесар.
Војин се након овога догађаја прикључио Жељезничкој чети, ратовао и био рањен, три пута заробљен, мучен у логору на Бањици.